# Macaduma nigripuncta
Macaduma nigripuncta là một loài bướm đêm thuộc phân họ Arctiinae, họ Erebidae.